# Alpiner Skieuropacup 2002/03
Die Saison 2002/03 des Alpinen Skieuropacups begann am 25. November 2002 in Åre (Schweden) und endete am 15. März 2003 in Piancavallo (ITA). Bei den Männern wurden 38 Rennen ausgetragen (9 Abfahrten, 6 Super-G, 11 Riesenslaloms, 12 Slaloms). Bei den Frauen waren es hingegen 36 Rennen (9 Abfahrten, 6 Super-G, 10 Riesenslaloms, 11 Slaloms). Erstmals wurden zwei Bewerbe im K.-o.-System entschieden.

## Europacupwertungen

### Gesamtwertung
| Rang | Name               | Land       | Punkte |
| ---- | ------------------ | ---------- | ------ |
| 1    | Norbert Holzknecht | Österreich | 1300   |
| 2    | Hannes Reichelt    | Österreich | 0934   |
| 3    | Aksel Lund Svindal | Norwegen   | 0877   |
| 4    | Stephan Görgl      | Österreich | 0834   |
| 5    | Andreas Nilsen     | Norwegen   | 0669   |
| 6    | Manfred Mölgg      | Italien    | 0659   |
| 7    | Hans Grugger       | Österreich | 0605   |
| 8    | Georg Streitberger | Österreich | 0595   |
| 9    | Matthias Lanzinger | Österreich | 0519   |
| 100  | Patrick Bechter    | Österreich | 0495   |

| Rang | Name                 | Land       | Punkte |
| ---- | -------------------- | ---------- | ------ |
| 1    | Elisabeth Görgl      | Österreich | 1498   |
| 2    | Fabienne Suter       | Schweiz    | 0814   |
| 3    | Michaela Kirchgasser | Österreich | 0656   |
| 4    | Katja Wirth          | Österreich | 0655   |
| 5    | Barbara Kleon        | Italien    | 0522   |
| 6    | Corina Grünenfelder  | Schweiz    | 0504   |
| 7    | Ella Alpiger         | Schweiz    | 0490   |
| 8    | Lilian Kummer        | Schweiz    | 0463   |
| 9    | Martina Lechner      | Österreich | 0437   |
| 100  | Magda Mattel         | Frankreich | 0427   |

### Abfahrt
| Rang | Name               | Land       | Punkte |
| ---- | ------------------ | ---------- | ------ |
| 1    | Norbert Holzknecht | Österreich | 695    |
| 2    | Yannick Bertrand   | Frankreich | 413    |
| 3    | Hans Grugger       | Österreich | 377    |
| 4    | Georg Streitberger | Österreich | 328    |
| 5    | Roland Assinger    | Österreich | 321    |

| Rang | Name                | Land       | Punkte |
| ---- | ------------------- | ---------- | ------ |
| 1    | Katja Wirth         | Österreich | 436    |
| 2    | Kerstin Reisenhofer | Österreich | 382    |
| 3    | Ella Alpiger        | Schweiz    | 290    |
| 4    | Tanja Pieren        | Schweiz    | 261    |
| 5    | Fabienne Suter      | Schweiz    | 230    |

### Super-G
| Rang | Name               | Land       | Punkte |
| ---- | ------------------ | ---------- | ------ |
| 1    | Norbert Holzknecht | Österreich | 490    |
| 2    | Hannes Reichelt    | Österreich | 340    |
| 3    | Stephan Görgl      | Österreich | 294    |
| 4    | Hans Grugger       | Österreich | 218    |
| 5    | Konrad Hari        | Schweiz    | 201    |

| Rang | Name            | Land       | Punkte |
| ---- | --------------- | ---------- | ------ |
| 1    | Martina Lechner | Österreich | 273    |
| 2    | Magda Mattel    | Frankreich | 263    |
| 3    | Barbara Kleon   | Italien    | 253    |
| 4    | Ella Alpiger    | Schweiz    | 200    |
| 4    | Selina Heregger | Österreich | 200    |

### Riesenslalom
| Rang | Name               | Land       | Punkte |
| ---- | ------------------ | ---------- | ------ |
| 1    | Hannes Reichelt    | Österreich | 498    |
| 2    | Patrick Bechter    | Österreich | 418    |
| 3    | Stephan Görgl      | Österreich | 399    |
| 4    | Aksel Lund Svindal | Norwegen   | 394    |
| 5    | Hannes Reiter      | Österreich | 390    |

| Rang | Name            | Land       | Punkte |
| ---- | --------------- | ---------- | ------ |
| 1    | Elisabeth Görgl | Österreich | 665    |
| 2    | Fabienne Suter  | Schweiz    | 548    |
| 3    | Lilian Kummer   | Schweiz    | 463    |
| 4    | Silke Bachmann  | Italien    | 406    |
| 5    | Silvia Berger   | Österreich | 310    |

### Slalom
| Rang | Name               | Land      | Punkte |
| ---- | ------------------ | --------- | ------ |
| 1    | Aksel Lund Svindal | Norwegen  | 483    |
| 2    | Manfred Mölgg      | Italien   | 431    |
| 3    | Andrej Šporn       | Slowenien | 422    |
| 4    | Silvan Zurbriggen  | Schweiz   | 378    |
| 5    | Urs Imboden        | Schweiz   | 355    |

| Rang | Name                 | Land       | Punkte |
| ---- | -------------------- | ---------- | ------ |
| 1    | Elisabeth Görgl      | Österreich | 560    |
| 2    | Corina Grünenfelder  | Schweiz    | 492    |
| 3    | Michaela Kirchgasser | Österreich | 417    |
| 4    | Karin Truppe         | Österreich | 370    |
| 5    | Claudia Morandini    | Italien    | 333    |

## Podestplatzierungen Herren

### Abfahrt
| Datum      | Ort               | 1. Platz                 | 2. Platz                   | 3. Platz                 |
| ---------- | ----------------- | ------------------------ | -------------------------- | ------------------------ |
| 19.12.2002 | Laax (SUI)        | Norbert Holzknecht (AUT) | Roland Assinger (AUT)      | Stephan Görgl (AUT)      |
| 20.12.2002 | Laax (SUI)        | Norbert Holzknecht (AUT) | Christoph Kornberger (AUT) | Johan Clarey (FRA)       |
| 30.01.2003 | Zauchensee (AUT)  | Yannick Bertrand (FRA)   | Bryon Friedman (USA)       | Georg Streitberger (AUT) |
| 31.01.2003 | Zauchensee (AUT)  | Thomas Graggaber (AUT)   | Tobias Grünenfelder (SUI)  | Yannick Bertrand (FRA)   |
| 06.02.2003 | Les Orres (FRA)   | Norbert Holzknecht (AUT) | Yannick Bertrand (FRA)     | Daniel Züger (SUI)       |
| 07.02.2003 | Les Orres (FRA)   | Norbert Holzknecht (AUT) | Georg Streitberger (AUT)   | Patrick Staudacher (ITA) |
| 19.02.2003 | Tarvisio (ITA)    | Norbert Holzknecht (AUT) | Yannick Bertrand (FRA)     | Mario Scheiber (AUT)     |
| 20.02.2003 | Tarvisio (ITA)    | Norbert Holzknecht (AUT) | Hans Grugger (AUT)         | Thomas Graggaber (AUT)   |
| 11.03.2003 | Piancavallo (ITA) | Hans Grugger (AUT)       | Norbert Holzknecht (AUT)   | Patrik Järbyn (SWE)      |

### Super-G
| Datum      | Ort               | 1. Platz                 | 2. Platz                 | 3. Platz                 |
| ---------- | ----------------- | ------------------------ | ------------------------ | ------------------------ |
| 12.01.2003 | Lech (AUT)        | Norbert Holzknecht (AUT) | Hannes Reichelt (AUT)    | Georg Streitberger (AUT) |
| 13.01.2003 | Lech (AUT)        | Hannes Reichelt (AUT)    | Andreas Buder (AUT)      | Norbert Holzknecht (AUT) |
| 15.01.2003 | Veysonnaz (SUI)   | Norbert Holzknecht (AUT) | Stephan Görgl (AUT)      | Hannes Reichelt (AUT)    |
| 13.02.2003 | Sella Nevea (ITA) | Hannes Reichelt (AUT)    | Christophe Saioni (FRA)  | Georg Streitberger (AUT) |
| 14.02.2003 | Sella Nevea (ITA) | Norbert Holzknecht (AUT) | Stephan Görgl (AUT)      | Konrad Hari (SUI)        |
| 12.03.2003 | Piancavallo (ITA) | Hans Grugger (AUT)       | Norbert Holzknecht (AUT) | Patrik Järbyn (SWE)      |

### Riesenslalom
| Datum        | Ort                    | 1. Platz                   | 2. Platz                    | 3. Platz                    |
| ------------ | ---------------------- | -------------------------- | --------------------------- | --------------------------- |
| 27.11.2002   | Levi (FIN)             | Hannes Reichelt (AUT)      | Hannes Reiter (AUT)         | Marco Casanova (SUI)        |
| 28.11.2002   | Levi (FIN)             | Hannes Reichelt (AUT)      | Aksel Lund Svindal (NOR)    | Bernard Vajdič (SLO)        |
| 10.12.2002   | St. Vigil (ITA)        | Hannes Reichelt (AUT)      | Gauthier de Tessières (FRA) | Hannes Reiter (AUT)         |
| 11.12.2002 * | St. Vigil (ITA)        | Aksel Lund Svindal (NOR)   | Hannes Reichelt (AUT)       | Gauthier de Tessières (FRA) |
| 09.01.2003   | Krompachy-Plejsy (SVK) | Jernej Koblar (SLO)        | Hannes Reichelt (AUT)       | Hannes Reiter (AUT)         |
| 10.01.2003   | Krompachy-Plejsy (SVK) | Patrick Bechter (AUT)      | Jernej Koblar (SLO)         | Jukka Rajala (FIN)          |
| 16.01.2003   | Saas-Fee (SUI)         | Aksel Lund Svindal (NOR)   | Manfred Mölgg (ITA)         | Truls Ove Karlsen (NOR)     |
| 17.01.2003   | Saas-Fee (SUI)         | Michael von Grünigen (SUI) | Andreas Nilsen (NOR)        | Bjarne Solbakken (NOR)      |
| 26.01.2003   | Hermagor (AUT)         | Stephan Görgl (AUT)        | Andreas Nilsen (NOR)        | Jeff Piccard (FRA)          |
| 27.01.2003   | Hermagor (AUT)         | Stephan Görgl (AUT)        | Hannes Reiter (AUT)         | Gauthier de Tessières (FRA) |
| 14.03.2003   | Piancavallo (ITA)      | Stephan Görgl (AUT)        | Gauthier de Tessières (FRA) | Manfred Mölgg (ITA)         |

* KO-Riesenslalom

### Slalom
| Datum        | Ort                 | 1. Platz                 | 2. Platz                 | 3. Platz                                      |
| ------------ | ------------------- | ------------------------ | ------------------------ | --------------------------------------------- |
| 29.11.2002   | Levi (FIN)          | Silvan Zurbriggen (SUI)  | Bernard Vajdič (SLO)     | Urs Imboden (SUI)                             |
| 30.11.2002   | Levi (FIN)          | Urs Imboden (SUI)        | Silvan Zurbriggen (SUI)  | Aksel Lund Svindal (NOR)                      |
| 12.12.2002   | St. Vigil (ITA)     | Manfred Pranger (AUT)    | Truls Ove Karlsen (NOR)  | Mitja Dragšič (SLO)                           |
| 13.12.2002 * | Obereggen (ITA)     | Alain Baxter (GBR)       | Andrej Šporn (SLO)       | Andreas Nilsen (NOR)                          |
| 06.01.2003   | Kranjska Gora (SLO) | Bode Miller (USA)        | Truls Ove Karlsen (NOR)  | Alois Vogl (GER)                              |
| 07.01.2003   | Kranjska Gora (SLO) | Aksel Lund Svindal (NOR) | Mitja Dragšič (SLO)      | Akira Sasaki (JPN)                            |
| 24.01.2003   | Courchevel (FRA)    | Patrick Thaler (ITA)     | Hannes Paul Schmid (ITA) | Johan Brolenius (SWE) Pierrick Bourgeat (FRA) |
| 10.02.2003   | Oberjoch (GER)      | Alain Baxter (GBR)       | Manfred Mölgg (ITA)      | Kilian Albrecht (AUT)                         |
| 11.02.2003   | Oberjoch (GER)      | Manfred Mölgg (ITA)      | Richard Gravier (FRA)    | Silvan Zurbriggen (SUI)                       |
| 24.02.2003   | Madesimo (ITA)      | Aksel Lund Svindal (NOR) | Andrej Šporn (SLO)       | Manfred Mölgg (ITA)                           |
| 25.02.2003   | Madesimo (ITA)      | Aksel Lund Svindal (NOR) | Andreas Nilsen (NOR)     | Andrej Šporn (SLO)                            |
| 15.03.2003   | Piancavallo (ITA)   | Patrick Thaler (ITA)     | Manfred Mölgg (ITA)      | Johan Brolenius (SWE)                         |

* KO-Slalom

## Podestplatzierungen Damen

### Abfahrt
| Datum      | Ort               | 1. Platz                  | 2. Platz                  | 3. Platz               |
| ---------- | ----------------- | ------------------------- | ------------------------- | ---------------------- |
| 07.01.2003 | Tignes (FRA)      | Katja Wirth (AUT)         | Monika Dumermuth (SUI)    | Floriane Paturel (FRA) |
| 08.01.2003 | Tignes (FRA)      | Katja Wirth (AUT)         | Monika Dumermuth (SUI)    | Magda Mattel (FRA)     |
| 28.01.2003 | Megève (FRA)      | Katja Wirth (AUT)         | Corinne Imlig (SUI)       | Lindsey Vonn (USA)     |
| 29.01.2003 | Megève (FRA)      | Alison Powers (USA)       | Katja Wirth (AUT)         | Fabienne Suter (SUI)   |
| 19.02.2003 | Tarvisio (ITA)    | Christine Sponring (AUT)  | Kerstin Reisenhofer (AUT) | Bryna McCarty (USA)    |
| 20.02.2003 | Tarvisio (ITA)    | Ella Alpiger (SUI)        | Kerstin Reisenhofer (AUT) | Anja Pärson (SWE)      |
| 24.02.2003 | Innerkrems (AUT)  | Elisabeth Görgl (AUT)     | Bryna McCarty (USA)       | Keely Kelleher (USA)   |
| 26.02.2003 | Innerkrems (AUT)  | Kerstin Reisenhofer (AUT) | Keely Kelleher (USA)      | Ellen Hild (GER)       |
| 14.03.2003 | Piancavallo (ITA) | Lea Dabič (SLO)           | Marion Rolland (FRA)      | Nadia Styger (SUI)     |

### Super-G
| Datum      | Ort               | 1. Platz              | 2. Platz              | 3. Platz              |
| ---------- | ----------------- | --------------------- | --------------------- | --------------------- |
| 13.02.2003 | Maribor (SLO)     | Katja Wirth (AUT)     | Selina Heregger (AUT) | Magda Mattel (FRA)    |
| 14.02.2003 | Maribor (SLO)     | Magda Mattel (FRA)    | Libby Ludlow (USA)    | Selina Heregger (AUT) |
| 21.02.2003 | Tarvisio (ITA)    | Martina Lechner (AUT) | Libby Ludlow (USA)    | Ella Alpiger (SUI)    |
| 26.02.2003 | Innerkrems (AUT)  | Elisabeth Görgl (AUT) | Barbara Kleon (ITA)   | Martina Lechner (AUT) |
| 27.02.2003 | Innerkrems (AUT)  | Barbara Kleon (ITA)   | Tina Maze (SLO)       | Elisabeth Görgl (AUT) |
| 13.03.2003 | Piancavallo (ITA) | Lea Dabič (SLO)       | Martina Lechner (AUT) | Selina Heregger (AUT) |

### Riesenslalom
| Datum      | Ort               | 1. Platz              | 2. Platz                | 3. Platz                   |
| ---------- | ----------------- | --------------------- | ----------------------- | -------------------------- |
| 28.11.2002 | Ål (NOR)          | Fabienne Suter (SUI)  | Elisabeth Görgl (AUT)   | Andrine Flemmen (NOR)      |
| 29.11.2002 | Ål (NOR)          | Fabienne Suter (SUI)  | Lilian Kummer (SUI)     | Kathrin Hölzl (GER)        |
| 21.12.2002 | Zwiesel (GER)     | Silvia Berger (AUT)   | Lilian Kummer (SUI)     | Silke Bachmann (ITA)       |
| 22.12.2002 | Zwiesel (GER)     | Silvia Berger (AUT)   | Elisabeth Görgl (AUT)   | Monika Knapp (ITA)         |
| 23.01.2003 | Abetone (ITA)     | Elisabeth Görgl (AUT) | Silke Bachmann (ITA)    | Fabienne Suter (SUI)       |
| 05.02.2003 | La Molina (ESP)   | Audrey Peltier (FRA)  | Elisabeth Görgl (AUT)   | Silke Bachmann (ITA)       |
| 06.02.2003 | La Molina (ESP)   | Elisabeth Görgl (AUT) | María José Rienda (ESP) | Lilian Kummer (SUI)        |
| 10.02.2003 | Oberwölz (AUT)    | Lilian Kummer (SUI)   | Elisabeth Görgl (AUT)   | Silvia Berger (AUT)        |
| 11.02.2003 | Oberwölz (AUT)    | Fabienne Suter (SUI)  | Kaylin Richardson (USA) | Michaela Kirchgasser (AUT) |
| 10.03.2003 | Piancavallo (ITA) | Elisabeth Görgl (AUT) | Silke Bachmann (ITA)    | Julie Duvillard (FRA)      |

### Slalom
| Datum      | Ort                   | 1. Platz                   | 2. Platz                               | 3. Platz                                         |
| ---------- | --------------------- | -------------------------- | -------------------------------------- | ------------------------------------------------ |
| 25.11.2002 | Åre (SWE)             | Elisabeth Görgl (AUT)      | Karin Truppe (AUT)                     | Eva Walkner (AUT)                                |
| 26.11.2002 | Åre (SWE)             | Elisabeth Görgl (AUT)      | Karin Truppe (AUT)                     | Eva Walkner (AUT)                                |
| 17.12.2002 | Špindlerův Mlýn (CZE) | Florine de Leymarie (FRA)  | Line Viken (NOR)                       | Elisabeth Görgl (AUT)                            |
| 18.12.2002 | Špindlerův Mlýn (CZE) | Lisa Bremseth (NOR)        | Claudia Morandini (ITA)                | Corina Grünenfelder (SUI)                        |
| 15.01.2003 | Adelboden (SUI)       | Monika Bergmann (GER)      | Corina Grünenfelder (SUI)              | Henna Raita (FIN)                                |
| 16.01.2003 | Adelboden (SUI)       | Henna Raita (FIN)          | Monika Bergmann (GER)                  | Susanne Ekman (SWE)                              |
| 18.01.2003 | Tonalepass (ITA)      | Trine Bakke (NOR)          | Sandra Gini (SUI)                      | Michaela Kirchgasser (AUT) Monika Bergmann (GER) |
| 19.01.2003 | Tonalepass (ITA)      | Michaela Kirchgasser (AUT) | Annalisa Ceresa (ITA) Line Viken (NOR) |                                                  |
| 03.02.2003 | Pas de la Casa (AND)  | Elisabeth Görgl (AUT)      | Claudia Morandini (ITA)                | Michaela Kirchgasser (AUT)                       |
| 07.02.2003 | La Molina (ESP)       | Corina Grünenfelder (SUI)  | Michaela Kirchgasser (AUT)             | Daniela Merighetti (ITA)                         |
| 11.03.2003 | Piancavallo (ITA)     | Elisabeth Görgl (AUT)      | Corina Grünenfelder (SUI)              | Karin Truppe (AUT)                               |